# 布盧明頓鎮區 (印地安納州門羅縣)
布盧明頓鎮區（英語：Bloomington Township）是位於美國印地安納州門羅縣的一個行政鎮區。

## 地方資料
根據2010年美國人口普查的數據，布盧明頓鎮區的面積為95.30平方千米，當中陸地面積為94.80平方千米，而水域面積為0.50平方千米。當地共有人口44167人，而人口密度為每平方千米463.45人。